# Vibrio cholerae
Il vibrione del colera (Vibrio cholerae Pacini, 1854) è un batterio Gram negativo dalla caratteristica "forma a virgola", non invasivo, aerobio/anaerobio facoltativo, appartenente al genere dei vibrioni ed abitante di due ecosistemi molto differenti: l'ambiente acquatico e l'intestino umano. Si tratta di un bacillo corto: circa 0,5 μm di larghezza e 2 μm di lunghezza che colonizzano senza difficoltà diversi habitat, non avendo particolari esigenze nutrizionali. La specie include ceppi patogeni e non patogeni che ricevono e trasferiscono cluster di geni codificanti tossine, fattori di colonizzazione e resistenze agli antibiotici, attraverso l'HGT, provvedendo all'emergenza di nuovi ceppi patogeni. Si tratta di un enteropatogeno inusuale, sia per la sua tendenza a causare epidemie esplosive sia per la sua predilezione a una diffusione pandemica.
 Identificato per la prima volta nel 1854 dall'anatomista italiano Filippo Pacini e studiato dettagliatamente nel 1884 dal medico tedesco Robert Koch.

## Descrizione
Nel 1930 si scoprì che il maggiore agente implicato nelle epidemie di colera veniva agglutinato da un singolo antisiero: gli altri ceppi non agglutinati da tale siero, anche se identificati come V. cholerae, furono chiamati NCV (Non Cholerae Vibrios) o NAG (Non Agglutinable). In base alla stretta relazione genetica, oggi tutte queste forme sono classificate nella specie V. cholerae e suddivise in oltre 200 sierogruppi, e tra questi solo due, identificati dall’antigene di superficie O (O1 e O139) sono classificati come vibrioni del colera.
Un'ulteriore classificazione dei ceppi di V. cholerae O1 è quella tra i biotipi Classico ed El Tor, basata su alcune proprietà biochimiche e sulla diversa suscettibilità ai batteriofagi. Entrambi si trasmettono per via oro-fecale. Si ritiene che le prime sei pandemie siano state causate dal biotipo Classico, mentre l'attuale settima pandemia, iniziata nel 1961, è associata a ceppi El Tor. Fino a pochi decenni fa, solo il sierogruppo O1 era ritenuto responsabile delle epidemie di colera...
Nel 1993 un nuovo ceppo di V. cholerae non-O1, successivamente chiamato O139 Bengal, è stato isolato nel subcontinente indiano a seguito di un'estesa epidemia di colera in Bangladesh. Questo ceppo, non solo possiede tutti i fattori di patogenicità associati ai ceppi virulenti di V. cholerae O1, ma sembra anche sopravvivere meglio nell'habitat acquatico dove si è sostituito al sierogruppo dominante nelle aree considerate endemiche. È stato anche dimostrato che ceppi di V. cholerae O139 isolati in diverse parti dell'India hanno avuto origine da un unico clone probabilmente derivato dal biotipo El Tor.
È interessante notare che V. cholerae O1 El Tor è riapparso dopo circa un anno come sierogruppo dominante nelle stesse aree sostituendo il clone O139 Bengal. Tuttavia V. cholerae O139 continua ad essere isolato in numerosi pazienti, ed è considerato responsabile delle forme più gravi di colera. Questo ha suscitato notevoli preoccupazioni concernenti il controllo della sanità pubblica poiché potrebbe rappresentare l'inizio di una nuova pandemia.

## Meccanismo d'azione
La tossina prodotta da Vibrio Cholaere ha sei subunità: 5 sono denominate B o di legame (binding) ed una è denominata A o attiva (active). Tramite le subunità B la tossina si lega al ganglioside GM1 ed entra negli enterociti (endocitosi mediata da recettore). Grazie alle subunità B, poi, la subunità A viene rilasciata nel citoplasma. Un frammento di 195 amminoacidi si distacca dalla tossina. Questo frammento ha attività ADP-Ribosiltrasferasica sull'Arginina di una Proteina G stimolatoria, cioè sostituisce con l'arginina della proteina G il nicotinammide di una molecola di NAD. In questo modo l'attività GTPasica della proteina G è bloccata. Poiché il complesso proteina G stimolatoria-GTP attiva l'Adenilato ciclasi a produrre cAMP e poiché la proteina G non può più idrolizzare GTP, ne risulta un aumento della concentrazione intracellulare di cAMP anche di 100 volte. A condizioni normali il cAMP stimola la produzione di fluidi. L'elevata concentrazione, però, causa la secrezione di enormi quantità di fluidi nel lume intestinale e quindi diarrea acuta. Questa può causare morte per disidratazione.

## Nella letteratura
Nel breve racconto del 1895 Il bacillo rubato di H. G. Wells, lo scrittore narra della potenziale minaccia di un eventuale contaminazione del sistema idrico londinese per via del bacillus del colera visionando il presagio di una guerra batteriologica associandola ad un singolo individuo, ovvero l'anarchico, ma portandola ad una prospettiva più terrificante, lasciandone all'immaginazione del lettore le catastrofiche conseguenze.